# Henryk Poddębski

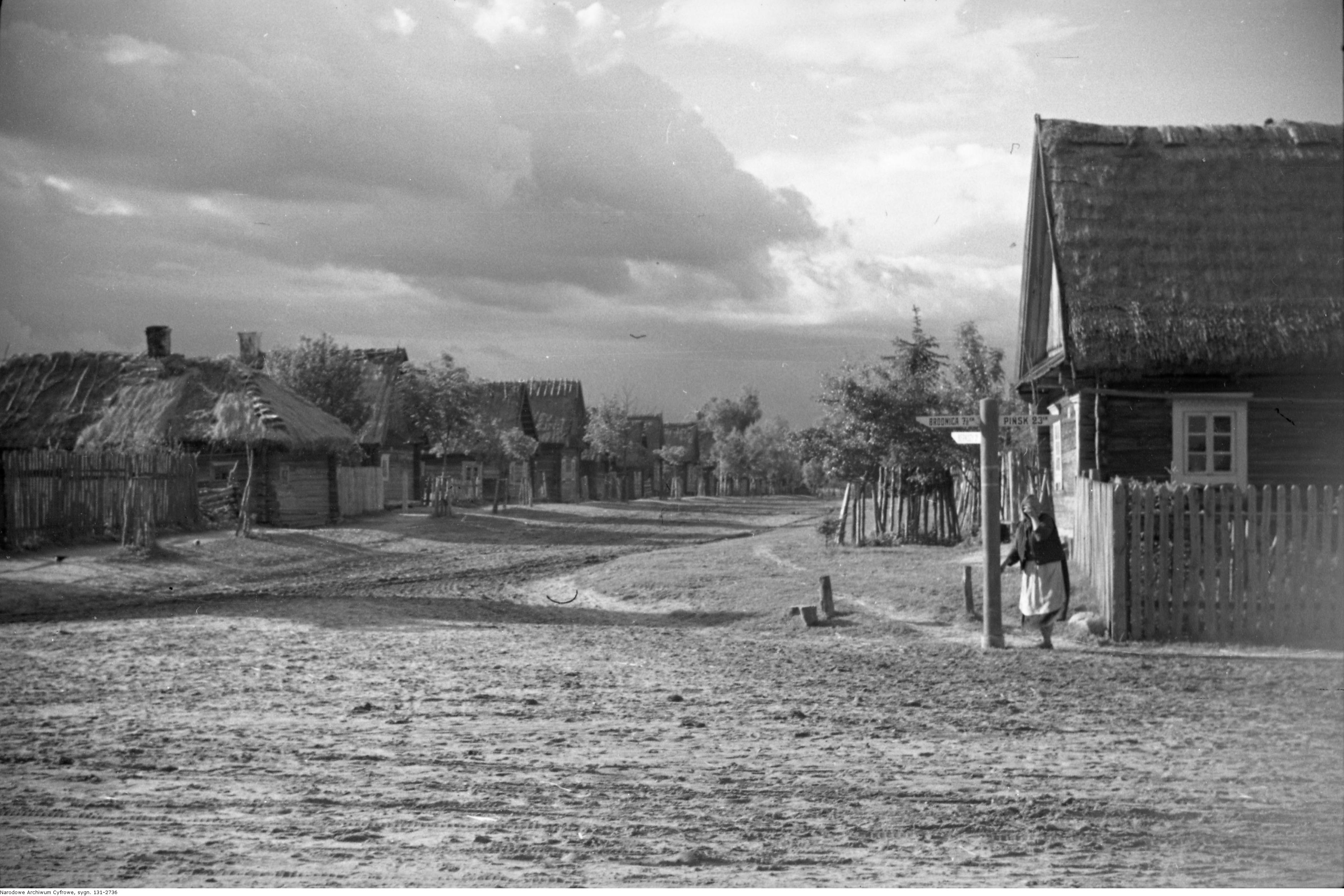
Polesie

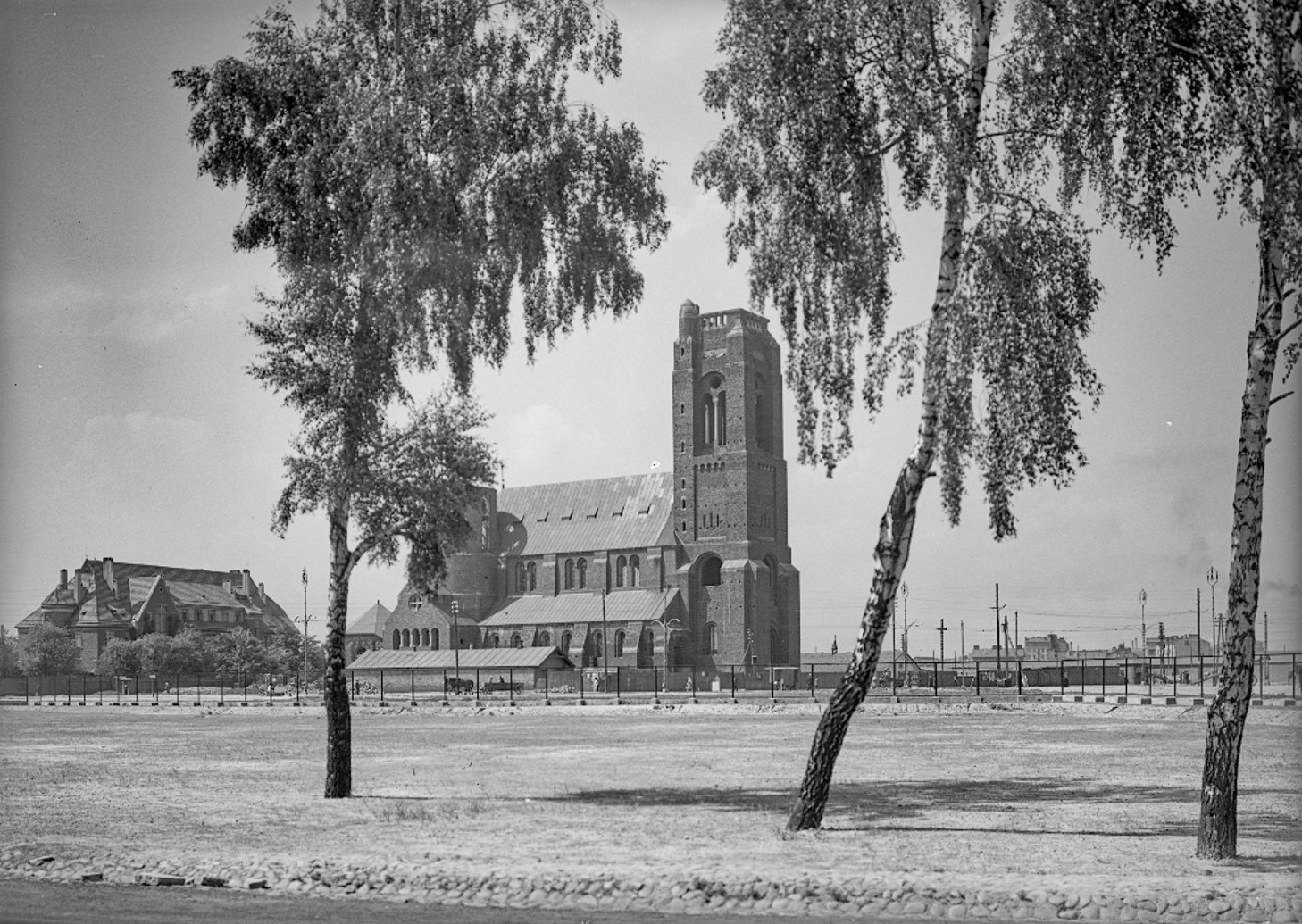
Plac Gabriela Narutowicza w Warszawie

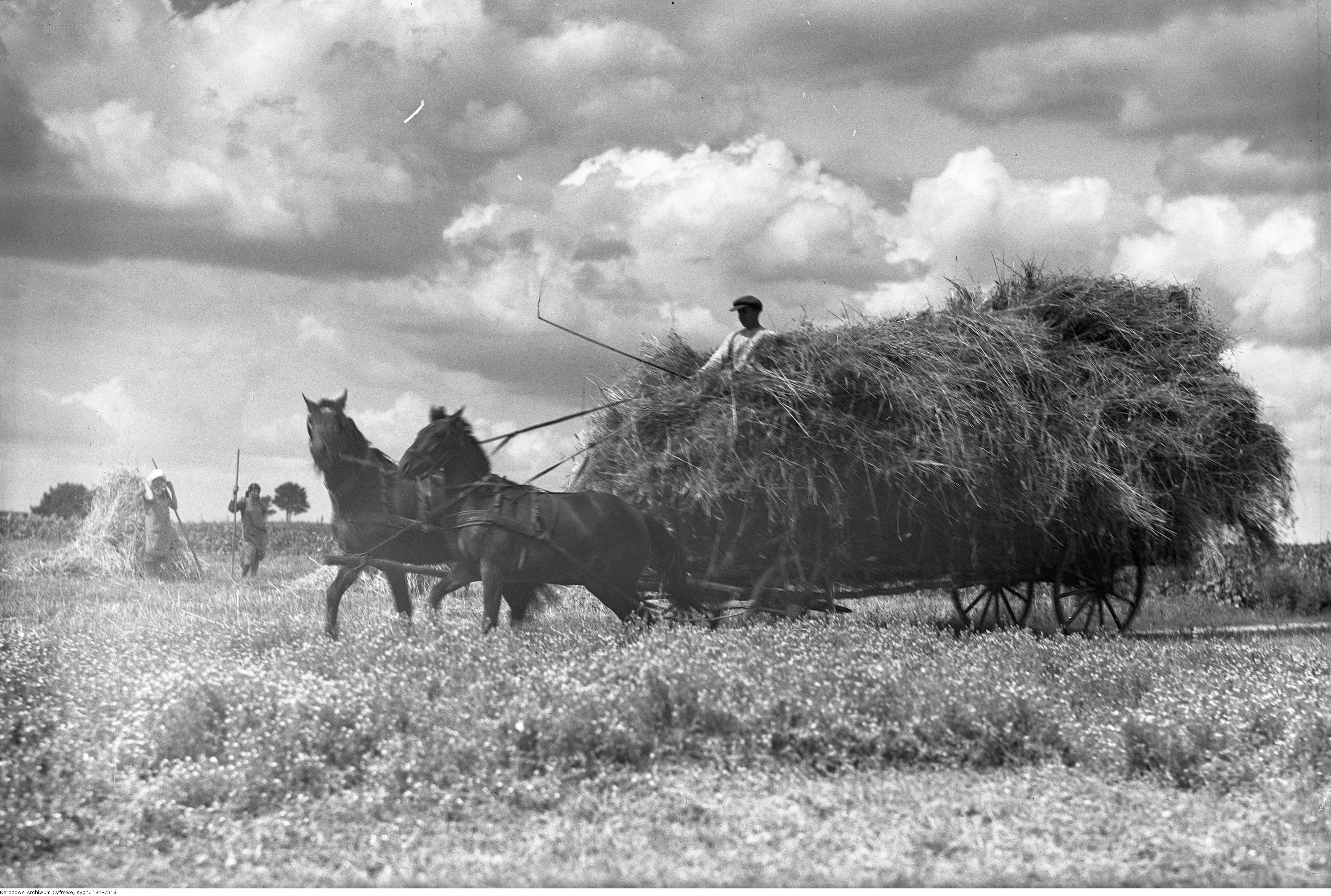
Żniwa

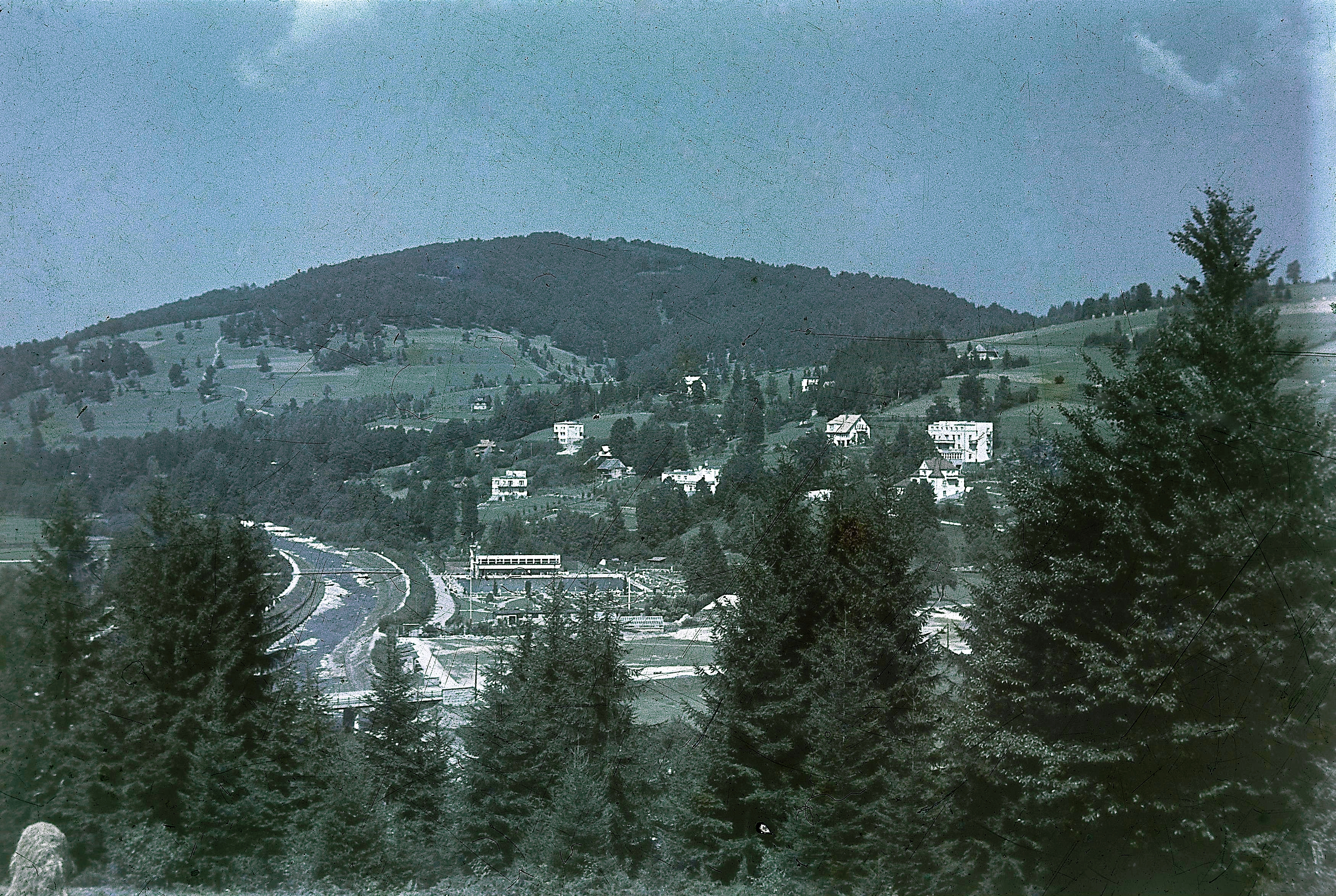
Panorama Wisły

Henryk Poddębski (ur. 21 listopada 1890 w Chrząstowie (obecnie dzielnica Koniecpola), zm. 4 marca 1945 w Vaihingen an der Enz (k. Stuttgartu) – polski fotograf krajoznawca. Członek Polskiego Towarzystwa Krajoznawczego. Sekretarz Komisji Fotograficznej Polskiego Towarzystwa Krajoznawczego.

## Życiorys
Urodził się w rodzinie Jana i Marii z Bąbczyńskich, od 1900 mieszkał w Warszawie. Absolwent Szkoły Handlowej Warszawskiego Zgromadzenia Kupców, związany z warszawskim środowiskiem fotograficznym. Fotografował od 1911 roku – wówczas został przyjęty w poczet członków Polskiego Towarzystwa Krajoznawczego z siedzibą w Warszawie. Miejsce szczególne w jego twórczości zajmowała fotografia dokumentalna, fotografia krajobrazowa, fotografia krajoznawcza, fotografia pejzażowa. W latach 1914–1930 brał udział w kilkudziesięciu wyprawach, krajoznawczych podróżach fotograficznych (m. in. wspólnie z Mieczysławem Orłowiczem), podczas których fotografował (m. in.) krajobrazy i życie Galicji, Karpat, Kujaw, Mazur, Podkarpacia, Górnego Śląska, Wielkopolski, Litwy, Podola i Wołynia. Był jednym z polskich pionierów fotografii kolorowej przed II wojną światową.
Od 1917 pełnił funkcję sekretarza w Komisji Fotograficznej Polskiego Towarzystwa Krajoznawczego. W 1920 służył ochotniczo w Wojsku Polskim. Od 1925 pracował we własnym zakładzie fotograficznym, przy ulicy Marszałkowskiej w Warszawie, specjalizującym się w fotografii krajoznawczej. Fotografie Henryka Poddębskiego były prezentowane na wielu wystawach fotograficznych: indywidualnych i zbiorowych, w Polsce i za granicą. Jego fotografie były wielokrotnie doceniane nagrodami, wyróżnieniami, na wystawach pokonkursowych, w kraju i na świecie. Jego spuścizna to archiwum fotograficzne liczące ponad 22 tysiące fotografii.
Henryk Poddębski został 12 września 1944 wywieziony przez Niemców z Warszawy (w czasie powstania warszawskiego) i zmarł w hitlerowskim obozie w Vaihingen an der Enz (por. KZ-Außenlager Vaihingen). Jego grób (symboliczny) znajduje się na cmentarzu Powązkowskim w Warszawie (kwatera 70-3-3,4). Fotografie Henryka Poddębskiego znajdują się w zbiorach (m.in.) Muzeum Warszawy, Narodowego Archiwum Cyfrowego, Biblioteki Narodowej w Warszawie, Muzeum Miasta Gdyni i Instytutu Sztuki Polskiej Akademii Nauk.

## Ordery i odznaczenia
- Krzyż Oficerski Orderu Odrodzenia Polski (pośmiertnie, 2019)[15]
- Brązowy Krzyż Zasługi (1938)[3]

## Publikacje (albumy)
- Kresy w fotografii Henryka Poddębskiego. The Eastern Borderlands in the Photographs by Henryk Poddębski, red. Leszek Dulik, W. Golec, Lublin: Ad Rem 2010[16][17][18].
- Niepodległa Poddębskiego. Independence by Poddębski, Warszawa: Narodowe Archiwum Państwowe, Naczelna Dyrekcja Archiwów Państwowych 2017[19].
- Henryk Poddębski. Polska Niepodległa. Fotografie z lat 1918–1939, album opracowali: Leszek Dulik, Małgorzata Florczak, Grzegorz Rąkowski, słowem wstępnym opatrzył prof. Norman Davies, Lublin: Boni Libri 2018[20].